# Antoni Wiwulski

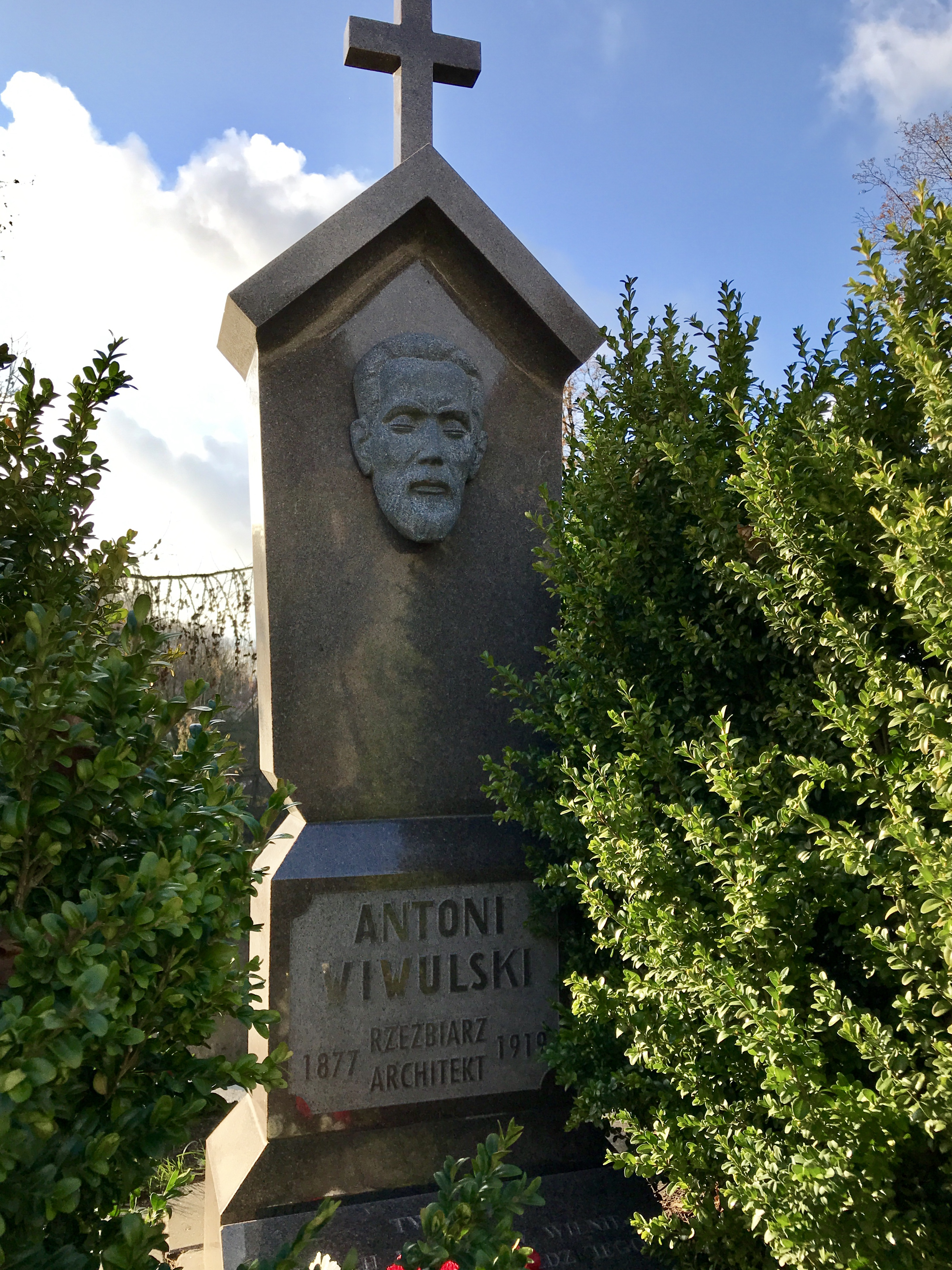
Grób Wiwulskiego na cmentarzu Na Rossie (2019)

Antoni Wiwulski herbu Prus III (ur. 20 lutego 1877 w Tot’mie, zm. 10 stycznia 1919 w Wilnie) – polski architekt i rzeźbiarz, twórca m.in. pomnika Grunwaldzkiego w Krakowie (1910) i pomnika Trzech Krzyży w Wilnie (1916).

## Życiorys
Antoni Wiwulski urodził się na północy Rosji, gdzie jego ojciec, absolwent Akademii Leśnej w Petersburgu, był zarządcą lasów państwowych. Po śmierci ojca (1883) matka przeniosła się z synem do Mitawy. Po kilku latach nauki w gimnazjum, zdecydowała się przenieść syna do Zakładu Naukowo-Wychowawczego Ojców Jezuitów w Chyrowie w zaborze austriackim, który Wiwulski ukończył, by następnie rozpocząć studia w Wiedniu.
Był pierwszym architektem i rzeźbiarzem pochodzącym z Litwy, który na przełomie XIX i XX wieku ukończył Wyższą Szkołę Techniczną w Wiedniu (Wydział Architektury, 1901) oraz Państwową Wyższą Szkołę Sztuk Pięknych w Paryżu. Już w czasie studiów w Wiedniu zainteresował się rzeźbą.
W czasie studiów artystycznych w Paryżu, pomimo bardzo trudnej sytuacji materialnej, wynajmuje własne atelier rzeźbiarskie. Pierwszymi pracami zwraca uwagę środowiska artystycznego Paryża, m.in. Władysława Mickiewicza i Ignacego Paderewskiego, który widząc jego rzeźby decyduje się ufundować pomnik upamiętniający zwycięstwo pod Grunwaldem. Po zaakceptowaniu szkiców Wiwulskiego, Paderewski zorganizował artyście atelier w oranżerii, w ogrodzie swojej willi w Morges w Szwajcarii. Pomnik Grunwaldzki w Krakowie przyniósł Wiwulskiemu sławę. Odlany we Francji pomnik, został pociągiem przewieziony do Krakowa. Został on następnie uroczyście odsłonięty z okazji pięćsetnej rocznicy historycznej bitwy 15 lipca 1910 roku, w obecności 150 tys. osób.
Wiwulski brał udział w obronie Wilna przed wojskami sowieckimi 5 stycznia 1919, w polskiej Samoobronie Wileńskiej. W czasie służby wojskowej nabawił się ciężkiego zapalenia płuc, w wyniku którego zmarł 10 stycznia 1919, w kilka dni po opanowaniu miasta przez Sowietów i ogłoszeniu Litewskiej Republiki Radzieckiej.
Został pochowany na cmentarzu Na Rossie.

## Ważne dzieła
Inne trzy największe prace powstały na Litwie:
- Trzy Krzyże w Wilnie z 1916 roku
- niezrealizowany Kościół Najświętszego Serca Pana Jezusa w Wilnie z ogromną figurą Chrystusa Błogosławiącego, którego budowę rozpoczęto w 1913 r. i prowadzono jeszcze po śmierci autora, wybuch II wojny światowej przerwał pracę, a niedokończona świątynia została wyburzona po wojnie. Na jej miejscu wybudowano "Pałac Kultury Budowlanych"
- kaplica w Szydłowie.

Antoni Wiwulski jest też autorem wielu rzeźb: portretów, kompozycji figuralnych o charakterze symbolicznym oraz religijnym, studiów i szkiców do pomników, m.in. tablicy pamiątkowej poświęconej gen. Tadeuszowi Kościuszce w kościele św. Jana w Wilnie. W 1912 roku wziął udział w Olimpijskim Konkursie Sztuki i Literatury w Sztokholmie.